# Juan Carlos Prado Ángelo
Juan Carlos Prado Ángelo (ur. 6 marca 2005 w Santa Cruz) – boliwijski tenisista.

## Kariera tenisowa
W 2021 zadebiutował w cyklu ITF Men’s Circuit, a rok później w turnieju głównym ATP Challenger Tour.
Startując w rozgrywkach juniorów, Juan Carlos Prado Ángelo w 2022 roku osiągnął finał US Open w grze podwójnej chłopców grając w parze z Dylanem Dietrichem. W finałowym meczu przegrali z Amerykanami Ozanem Barisem i Nisheshem Basavareddym.
W 2023 roku dotarł do finału French Open w grze pojedynczej chłopców. W finałowym meczu uległ Chorwatowi Dino Prižmićowi.
W rankingu gry pojedynczej najwyżej był na 779. miejscu (16 stycznia 2023), a w zestawieniu gry podwójnej na 911. pozycji (16 stycznia 2023).

### Finały juniorskich turniejów wielkoszlemowych

#### Gra pojedyncza (0–1)
| Końcowy wynik | Nr | Data            | Turniej            | Nawierzchnia | Przeciwnik   | Wynik finału |
| ------------- | -- | --------------- | ------------------ | ------------ | ------------ | ------------ |
| Finalista     | 1. | 10 czerwca 2023 | French Open, Paryż | Ceglana      | Dino Prižmić | 1:6, 4:6     |

#### Gra podwójna (0–1)
| Końcowy wynik | Nr | Data             | Turniej            | Nawierzchnia | Partner        | Przeciwnicy                    | Wynik finału |
| ------------- | -- | ---------------- | ------------------ | ------------ | -------------- | ------------------------------ | ------------ |
| Finalista     | 1. | 10 września 2022 | US Open, Nowy Jork | Twarda       | Dylan Dietrich | Ozan Baris Nishesh Basavareddy | 1:6, 1:6     |